# Insight (GUI)
Insight ist eine grafische Benutzeroberfläche (GUI) für den GNU Debugger (GDB), geschrieben in Tcl/Tk von Mitarbeitern des Unternehmens Cygnus Solutions, seit 1999 zu Red Hat Inc. gehörend. Mit Werkzeugen wie Insight wird das Aufspüren von Fehlern im Quellcode von Computerprogrammen wesentlich erleichtert, weil der GDB von Haus aus nur als Kommandozeilenwerkzeug benutzbar ist. Grafische Benutzeroberflächen ermöglichen die Nutzung von GDB ähnlich wie in einer integrierten Entwicklungsumgebung (IDE).